# Tagalala-See
Der Tagalala-See ist ein Steppensee am Zusammenfluss des Rufiji und des Beho-Beho im  Wildschutzgebiet Selous in Tansania (Ostafrika).

## Beschreibung
Er hat eine Oberfläche von etwa 2 km² und am Ende der Regenzeit eine Tiefe von maximal 12 Metern (im Durchschnitt jedoch nur von etwa 2 Metern). Damit ist er das größte stehende Gewässer im Selous. Der See trocknet auch in langen Dürreperioden nicht aus, da er aus mehreren teils am Ufer, teils unter der Oberfläche gelegenen Quellen gespeist wird. Bei sehr starken Überflutungen inmitten der Regenzeit bildet er mit dem Rufiji eine gemeinsame Wasserfläche.

## Ökologie
Der See bietet einer großen Zahl von Krokodilen und Flusspferden einen Lebensraum, ebenso wie zahlreichen Arten von Wat- und Wasservögeln. In der Trockenzeit kommen auch Giraffen, Elefanten, Löwen und zahlreiche Antilopenarten teils über weite Entfernungen hierher, da nördlich und westlich kaum andere Wasserstellen existieren.

## Tourismus
In der Nähe des Sees befinden sich mehrere Lodges, die teilweise auch Bootsfahrten als Safari auf dem Tagalala-See anbieten.